# Vicent Albero Silla
Vicent Albero i Silla (València, País Valencià, 6 de desembre de 1944) és un economista i polític valencià, que fou Ministre d'Agricultura, Pesca i Alimentació entre 1993 i 1994.

## Biografia
Va néixer el 6 de desembre de 1944 a la ciutat de València. Va estudiar ciències socials i ciències econòmiques a la Universitat Complutense de Madrid. És germà del músic i cantautor Marià Albero.

## Activitat política
Membre del Front d'Alliberament Popular durant la dictadura franquista, posteriorment es va integrar al Partit Socialista Valencià i després al Partit Socialista Obrer Espanyol (PSOE). Va ser diputat al Congrés per la província de València en les llistes del PSOE-PSPV en les eleccions generals de 1989, càrrec que va mantenir fins al 1994, quan va dimitir del seu escó i abandonà l'executiva valenciana del PSOE.
L'any 1991 fou nomenat Secretari d'Estat per a les Polítiques d'Aigua i Medi Ambient, des d'on va afavorir la creació del Consell Nacional de l'Aigua que havia de treballar en la preparació del Pla Hidrològic Nacional. El 1993 va ser nomenat per Felipe González Ministre d'Agricultura, Pesca i Alimentació, càrrec que va ocupar fins al maig de 1994 quan fou substituït per Luis María Atienza Serna en la segona remodelació del govern.
En 2003 liderà, com independent, la llista del Bloc Nacionalista Valencià a les eleccions autonòmiques per la circumscripció de Castelló.